# Telling the World
Telling the World is een Amerikaanse filmkomedie uit 1928 onder regie van Sam Wood. Destijds werd de film in Nederland uitgebracht onder de titel Het Chineesche gevaar.

## Verhaal
De Amerikaanse journalist Don Davis raakt samen met Chrystal Malone betrokken bij een moordzaak. Hij volgt haar naar China. Daar moet hij Chrystal redden van een executie.

## Rolverdeling
| Acteur          | Personage       |
| --------------- | --------------- |
| William Haines  | Don Davis       |
| Anita Page      | Chrystal Malone |
| Eileen Percy    | Maizie          |
| Frank Currier   | Mijnheer Davis  |
| Polly Moran     | Huisbazin       |
| Bert Roach      | Lane            |
| William V. Mong | Redacteur       |
| Matthew Betz    | Moordenaar      |